# Tetragastris
Genre
Tetragastris est un genre d'arbres de la famille des Burseraceae, dont l'espèce type est Tetragastris ossea Gaertn..

## Liste d'espèces
Selon GBIF (18 mai 2022) :
- Tetragastris altissima (Aubl.) Swart
- Tetragastris breviacuminata Swart
- Tetragastris catauba Soares da Cunha
- Tetragastris hostmannii (Engl.) Kuntze
- Tetragastris mucronata (Rusby) Swart
- Tetragastris occhionii (Rizzini) Daly
- Tetragastris panamensis (Engl.) Kuntze
- Tetragastris varians Little

Selon Tropicos (18 mai 2022) (Attention liste brute contenant possiblement des synonymes) :
- Tetragastris altissima (Aubl.) Swart, 1942
- Tetragastris balsamifera (Sw.) Oken, 1841
- Tetragastris breviacuminata Swart, 1942
- Tetragastris catuaba Soares da Cunha, 1939
- Tetragastris cerradicola Daly
- Tetragastris cubensis Urb., 1922
- Tetragastris hostmannii (Engl.) Kuntze, 1891
- Tetragastris mucronata (Rusby) Swart, 1942
- Tetragastris occhionii (Rizzini) Daly, 1989
- Tetragastris ossea Gaertn., 1791
- Tetragastris panamensis (Engl.) Kuntze, 1891
- Tetragastris paraensis Cuatrec., 1961
- Tetragastris phanerosepala Sandwith
- Tetragastris phanerosepala Sandwith, 1932
- Tetragastris pilosa Cuatrec., 1961
- Tetragastris stevensonii Standl., 1929
- Tetragastris tomentosa D.M. Porter, 1970
- Tetragastris trifoliolata (Engl.) Cuatrec., 1961
- Tetragastris unifoliolata (Engl.) Cuatrec., 1961
- Tetragastris varians Little, 1948